# Baculites

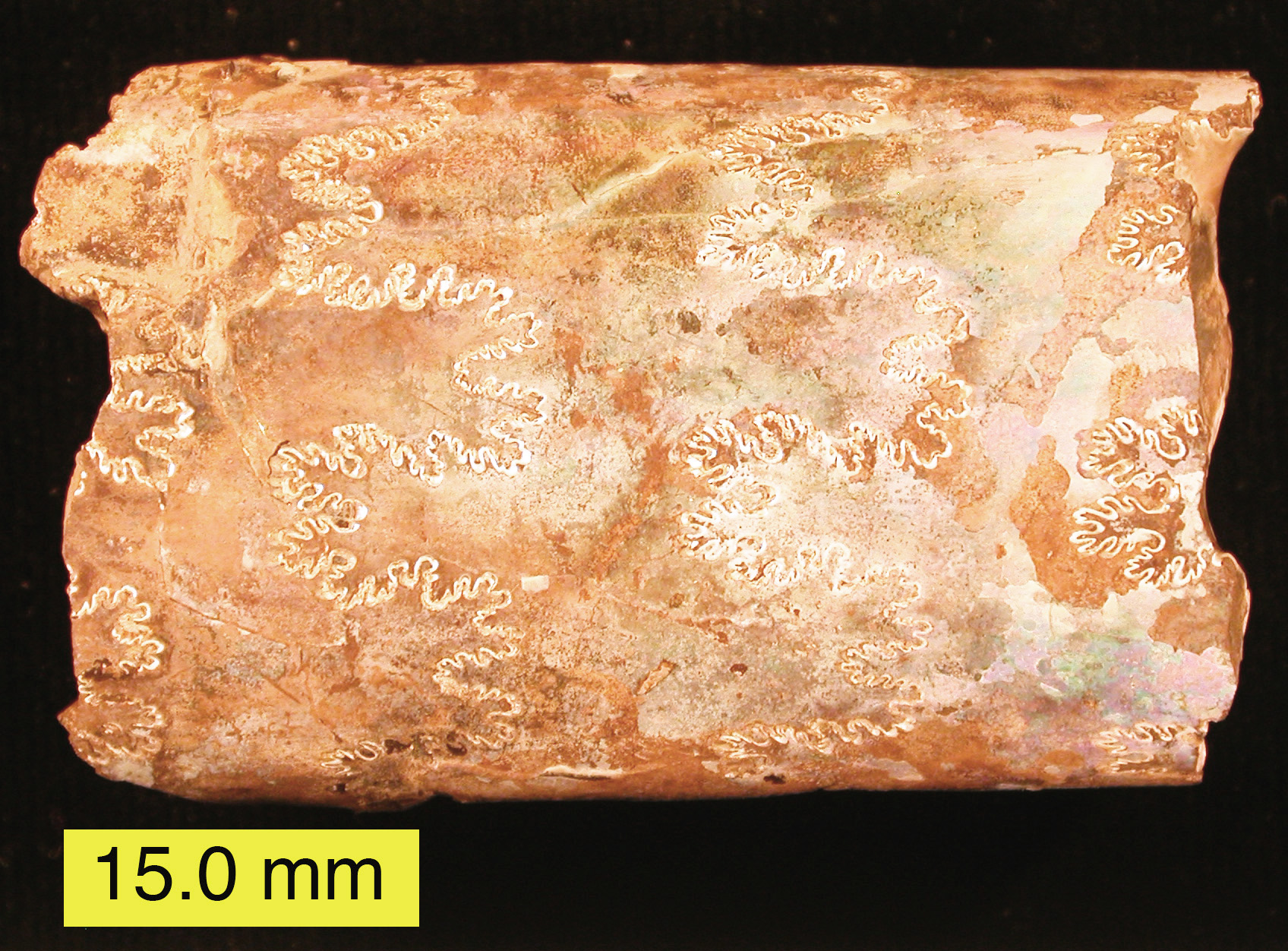

Baculites è un bizzarro mollusco cefalopode appartenente alle ammoniti. I suoi resti sono diffusi in tutto il mondo in strati del Cretaceo superiore (70 – 65 milioni di anni fa), ma sono particolarmente comuni in Francia, Belgio e Paesi Bassi.

## Descrizione
Al contrario della stragrande maggioranza delle ammoniti, la conchiglia di questo animale non possedeva spire ed era addirittura di forma conica. Alcune specie presentano un parziale avvolgimento solo nella parte iniziale della conchiglia; quest'ultima, quindi, assomigliava a un'asta dritta. In ogni caso, la conchiglia era dotata di suture molto complesse. L'ornamentazione esterna consiste in una serie di righe poco marcate che, tuttavia, mancano in molti esemplari. In media questo organismo raggiungeva la lunghezza di una quindicina di centimetri, ma alcuni esemplari potevano anche essere lunghi un metro.

## Stile di vita
Le abitudini di questa particolare forma di ammonite sono tuttora dibattute. Alcuni paleontologi ritengono che Baculites vivesse in posizione verticale, utilizzando i tentacoli per cercare il cibo tra i sedimenti di fondale. Altri studiosi, invece, pensano che questo animale vivesse orizzontalmente, in prossimità della superficie; in questo caso doveva avere uno stile di vita pelagico.

## Fossili
Molti fossili di questo animale si rinvengono in frammenti, ma non è raro trovare esemplari completi. Baculites era un animale molto diffuso ed estremamente comune; i suoi fossili si rinvengono in numerose località del Maastrichtiano (Cretaceo terminale); in alcuni siti, questa forma ha completamente soppiantato le altre specie di ammoniti. Una delle specie più note è Baculites anceps.